# Bivange
Bivange (Luxemburgs: Béiweng, Duits: Bivingen) is een plaats in de gemeente Roeser en het kanton Esch-sur-Alzette in Luxemburg.
Bivange telt 882 inwoners (2014).

## Geboren
- Edward Steichen, Amerikaans fotograaf (1879-1973)